# Una voce di notte
Una voce di notte è un romanzo giallo di Andrea Camilleri con protagonista il commissario Montalbano pubblicato nell'ottobre 2012 dalla casa editrice Sellerio.

## Trama
Montalbano ha ormai cinquantotto anni, ma non ha nessuna intenzione di farsi rottamare né da forze politiche compromesse con la mafia, né da giudici impauriti, né da mass media televisivi che lo attaccano sobillando l'opinione pubblica contro di lui.
Guido Nicotra, direttore di un supermercato di Vigata di proprietà di una società che fa capo all'onorevole Mongibello, viene trovato impiccato nel suo ufficio dopo un furto dell'incasso giornaliero nel supermercato stesso. Questo episodio rafforza l'impressione di Montalbano che ci sia qualcosa che non quadri e che siano coinvolti i mafiosi Cuffaro, con i quali, secondo le ricerche fatte dall'ispettore Fazio, Mongibello sembra essere colluso. Inoltre, Nicotra ha mostrato un'enorme paura durante l'interrogatorio a proposito del furto, perché il giorno prima del furto ha trovato un cartello poi scomparso che segnalava che il meccanismo di apertura della cassaforte era fuori uso; infine non sono state trovate tracce di effrazione al supermercato, come se i ladri avessero le chiavi. Tant'è vero che il medico legale Pasquano, tra mille cautele, crede che il suicidio sia la simulazione di un omicidio perché sono stati trovati dei grossi ematomi sulla pelle di Nicotra entrata in contatto con la corda da impiccagione, ematomi che non si spiegano con un'auto-impiccagione.
Prima che il caso Nicotra sia chiuso, si apre un altro caso per Montalbano: viene scoperto il cadavere di una ragazza accoltellata, di nome Mariangela, che conviveva con Giovanni Strangio, figlio del presidente della Provincia Michele Strangio; stranamente, non si trovano vestiti insanguinati né segni di colluttazione, come se Mariangela fosse stata uccisa nuda e dormiente. Proprio Giovanni è sospettato, a causa del suo carattere un bullo e arrogante: poco prima dell'inizio delle vicende di Nicotra, Giovanni era stato convocato in commissariato per aver cercato di buttare fuori strada l'auto di Montalbano con la sua auto sportiva, ed era stato rilasciato su cauzione pagata dall'avvocato del padre Michele. Montalbano crede Giovanni, con la sua arroganza, potrebbe avere ucciso Mariangela per gelosia dopo che una vicina di casa Strangio racconta che, quando Giovanni era fuori casa per lavoro, un altro uomo andava di sera a trovare Mariangela, probabilmente per andarci a letto; inoltre la vicina racconta che Mariangela girava spesso in accappatoio; d'altra parte, il giorno dopo Giovanni si presenta in commissariato volontariamente, si dimostra pentito per il suo bullismo in strada e racconta di avere un alibi per l'ora in cui Mariangela è morta: a quell'ora, infatti, era a Roma per lavoro e aveva preso l'aereo fino a Palermo, ed era arrivato in auto a Vigata solo la mattina dopo. Uscito dal commissariato, Giovanni tenta il suicidio saltando sul cofano di un'auto che passava: Montalbano, Fazio e Augello credono che Giovanni sia innocente e si rendono conto che egli potrebbe tentato il suicidio per timore di finire nei guai con il padre. Questo perché, qualche giorno prima, la migliore amica di Mariangela raccontò a Montalbano che Mariangela, quando andava in classe con lei alla scuola superiore, aveva come professore Michele Strangio e che egli, dal carattere donnaiolo, sembrava estremamente attratto da Mariangela; inoltre, l'amore tra Giovanni e Mariangela sembrava svanito. Il sospetto cade quindi su Michele, il quale vorrebbe far ricadere la colpa dell'assassinio sul figlio. Il sospetto si rivela vero quando Montalbano trova, nascosto sotto un calcio-balilla nel garage di casa Strangio, un accappatoio insanguinato e un taglierino che può aver provocato le ferite sul corpo di Mariangela; grazie all'ispettore Fazio, il commissario scopre che Giovanni, il giorno dell'assassinio di Mariangela, aveva lasciato Roma  prima dell'ora detta a Montalbano, allo scopo recarsi a Napoli da suo padre: questi si era dato appuntamento a Napoli con il figlio per mandare quest'ultimo a autodenunciarsi per l'omicidio di Mariangela promettendogli, in cambio, i migliori avvocati difensori. Michele, però, aveva dimenticato di disfarsi dell'accappatoio insanguinato e del taglierino e, soprattutto, non aveva mantenuto la promessa fatta al figlio: ecco il motivo del tentato suicidio di Giovanni. 
Alla fine Michele si suicida, dando a Montalbano un'ulteriore prova della sua colpevolezza. Poco prima, inoltre, il commissario, è riuscito ad avere alcune prove che anche Michele era anch'egli colluso con i Cuffaro: in alcune chiamate telefoniche che Montalbano è riuscito a intercettare, si sentono le voci di Michele Strangio e di Mongibello e, dal dialogo tra i due, si sospetta che i due possano aver mandato i ladri a fare il furto al supermercato voluto dai Cuffaro, per poi far uccidere Nicotra e inscenare il suo suicidio.

Camilleri nella nota a fine libro, oltre a ribadire come al solito che il romanzo è tutto frutto della sua fantasia, specifica che 

## Edizioni
- Andrea Camilleri, Una voce di notte, Prima ed., collana La memoria, Sellerio Editore, 2012,  pagg.282, ISBN 88-389-2762-6.